# Liste der Monuments historiques in Croix (Nord)
Die Liste der Monuments historiques in Croix (Nord) führt die Monuments historiques in der französischen Gemeinde Croix auf.

## Liste der Bauwerke
| Bezeichnung      | Beschreibung | Standort                                                     | Kennzeichnung | Schutzstatus | Datum     | Bild           |
| ---------------- | ------------ | ------------------------------------------------------------ | ------------- | ------------ | --------- | -------------- |
| Schloss Fontaine |              | (Lage)                                                       | PA00107442    | Inscrit      | 1951      | weitere Bilder |
| Kirche St-Martin | Erbaut 1846  | 39, place de la République (Lage)                            | PA59000109    | Inscrit      | 2005      | weitere Bilder |
| Maison Delcourt  |              | 18bis, avenue du Général-de-Gaulle Sentier du Créchet (Lage) | PA59000055    | Inscrit      | 2000      |                |
| Villa Cavrois    | Erbaut 1931  | 47, place du Marché-au-Poisson (Lage)                        | PA00107443    | Classé       | 1990 2013 | weitere Bilder |